# Jan Frandofert
Jan Ryszard Frandofert (ur. 16 listopada 1928 w Kielcach, zm. 8 grudnia 2020 w Krakowie) – polski dziennikarz i działacz sportowy.

## Życiorys
W okresie II wojny światowej był żołnierzem Szarych Szeregów. Po wojnie uczył się w gimnazjum im. Jana Śniadeckiego i liceum dla pracujących w Kielcach. W 1951 W tym czasie uprawiał piłkę nożną (jako bramkarz), koszykówkę i lekką atletykę w barwach Tęczy Kielce (1946–1952), piłkę nożną (jako bramkarz) i koszykówkę w barwach Gwardii Kielce (1952–1954). Z tym ostatnim klubem występował w rozgrywkach II-ligowych.
Od 1952 pracował jako dziennikarz sportowy, kolejno w Życiu Radomskim (1952–1953), kieleckim Słowie Ludu (1953–1955), gdzie m.in. kierował działem sportowym oraz prasie krakowskiej: w latach 1955–1956 Gazecie Krakowskiej (jako zastępca kierownika działu sportowego), w latach 1956–1975 w Echu Krakowa (jako zastępca kierownika i kierownik działu sportowego), od 1975 w Tempie (jako kierownik działu piłkarskiego). W II połowie lat 80. został dziennikarzem Dziennika Polskiego, od 1991 do 2004 ponownie pisał na łamach Tempa. Zajmował się przede wszystkim piłką nożną, hokejem na lodzie i kolarstwem, relacjonował piłkarskie i hokejowe mistrzostwa świata, a także igrzyska olimpijskie i Wyścig Pokoju, swoje teksty podpisywał jako "JAF". Organizował akcje sportu masowego, m.in. turnieje piłkarskie na Błoniach (1955–1960), tzw. olimpiady zimowe (w latach 60.), konkurs Lodowisko na każdym podwórku i w każdej wsi. Był autorem broszur Hokejowa karuzela (1976 - z Bogdanem Tuszyńskim) i Od A do Z. Mundial '78 (1978).
Był przewodniczącym Krakowskiego Okręgowego Związku Kolarskiego, działaczem Krakowskiego Związku Hokeja na Lodzie, był inicjatorem Kryterium o Złoty Pierścień Krakowa, współorganizował Małopolski Wyścig Górski, był kierownikiem sekcji hokejowej oraz hokejowej drużyny Cracovii, a także członkiem Rady Seniorów Cracovii.
Hokeistą Cracovii był jego syn Antoni Frandofert, jego wnuczka Monika Frandofert uprawiała gimnastykę w barwach Wisły Kraków, była mistrzynią i reprezentantką Polski.